# Тајлер Пери
Емит Пери Млађи (енгл. Emmitt Perry Jr.; Њу Орлеанс, 13. септембар 1969), познат као Тајлер Пери (енгл. Tyler Perry), амерички је филмски продуцент, редитељ, сценариста, драматург, филмски и ТВ глумац.